# Koryolink
座標: 北緯39度01分37.2秒 東経125度44分03.9秒 / 北緯39.027000度 東経125.734417度
koryolink （朝鮮語: 고려링크、コリョリンク）は、チェオテクノロジー合弁会社が朝鮮民主主義人民共和国で展開する3Gモバイル通信事業である。登録商標。

## 概要

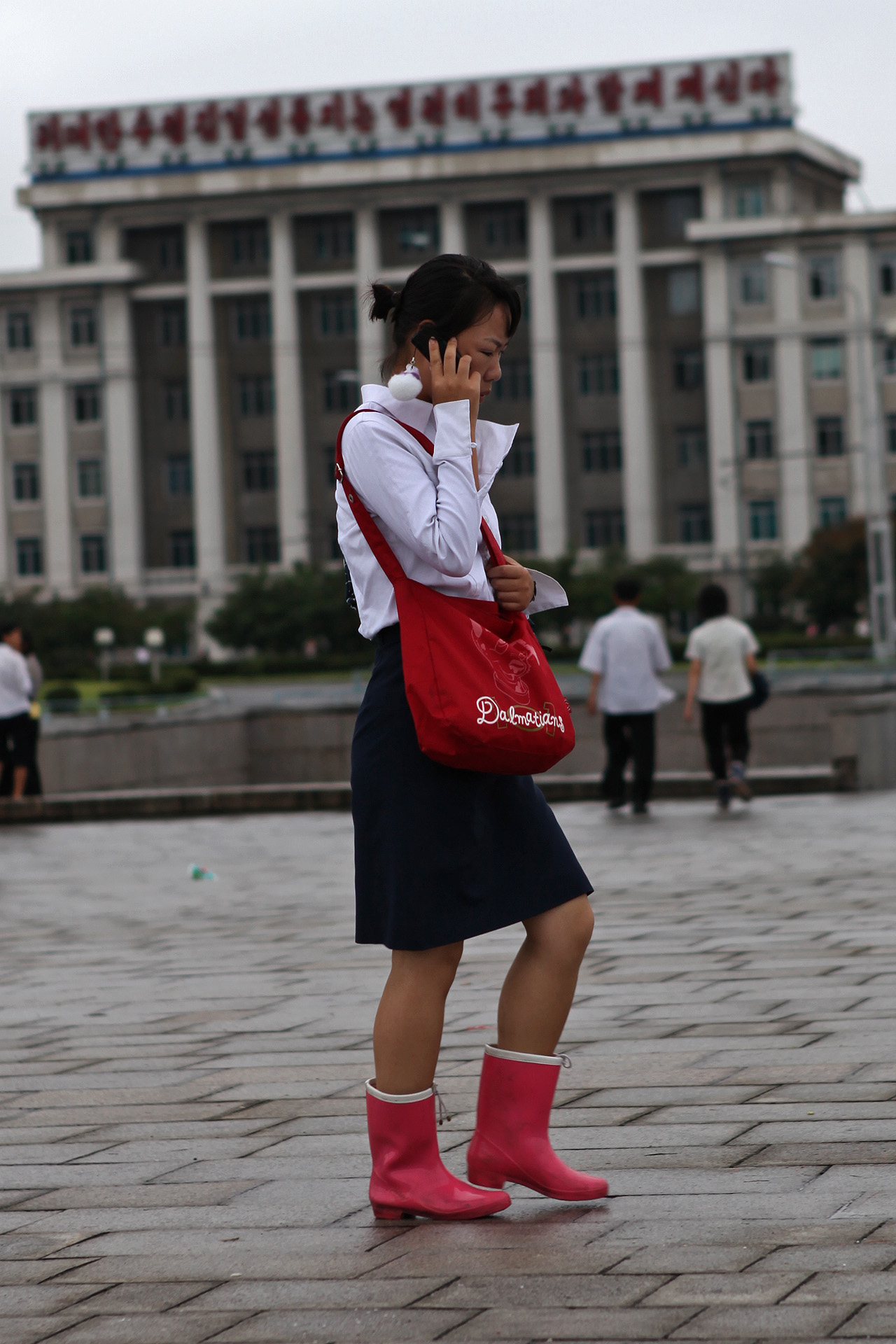
携帯電話を使用する人（平壌、2010年）

エジプトの通信会社オラスコム・テレコム（現：グローバルテレコム）に源流を持つ持株会社オラスコムメディアアンドテクノロジー（OTMT）と朝鮮逓信省傘下の朝鮮逓信公社（KPTC）が出資するチェオテクノロジー合弁会社により展開される朝鮮民主主義人民共和国政府支配地域（朝鮮北半部）を対象としたモバイル事業である。2004年に事業停止状態となったノースイーストアジアテレフォンアンドテレコミュニケーションズ（NEAT&T）の設備を引き継いだKPTCの「サンネット」が2010年に運用停止して以来、同国では独占的な民生向けモバイル事業となった。2015年には財務報告によるとオラスコムはコリョリンクに対する影響力を失った。
OTMTの発表によると開始時わずか5,300人であった利用者数が2013年5月末に200万人を突破。本事業により同国では都市部を中心に急速に携帯電話が普及し、先進国や新興国に遅れをとっていた同国社会の通信環境を一変させた。

### 名称とロゴマーク
サービス名の「고려（コリョ）」は「高麗」を意味する朝鮮語である。始めのkを含め全て小文字で表す。一日に千里を駆け抜けるという伝説の馬「千里馬」（천리마）をモチーフとしたロゴマークを使用し、キャッチコピーも「より高く、より速く」と千里馬になぞらえたものとなっている。

### チェオテクノロジー合弁会社
チェオテクノロジー合弁会社は、朝鮮民主主義人民共和国平壌直轄市普通江区域に本社を置く移動体通信事業者である。OTMTが75%、KPTCが25%出資する。平壌直轄市普通江区域にある「国際通信センター」に本社と「コリョリンク販売・顧客サービスセンター」を置く。また、一時期を除き平壌国際空港旅客ターミナルにコリョリンクSIMカード等の販売店を設置している。

## サービス
2014年現在2.1GHz帯（Band I）のW-CDMA方式で提供。プリペイド（前払い）方式であり、サービス内容は国民、外国人など対象によって異なるが、音声通話が中心である。SIMカードはminiSIM（2FF）である。ただし、販売店では3FFや4FF対応機種でも物理的にカードを切断して対応させている。SIMカードは販売・顧客サービスセンターの他同国の電話局や郵便局でも発売している。International Mobile Equipment Identity（IMEI）ホワイトリストを採用。

### サービスエリアと回線
平壌直轄市と5つの市、8つの幹線道路と鉄道（地下鉄を除く）をカバーし、平壌での人口カバー率は90%である。外国人用と在住国民用では回線が異なり、PLMN番号も467-05と467-06で異なる。前者は国際電話専用、後者は国内電話専用となっていて相互に通話ができず、サービスエリアも異なる。
電話番号は0192で始まる。

### 訪客向け契約
訪問外国人向けの料金は1ヶ月間8,400ウォン（約70ユーロ）である。2014年頃までは7日間用（30ユーロ）を含む複数の料金プランが設定されていた。人民元、ユーロ、米ドルなどの他、電子マネー「ナレ」でも購入可能。安価な料金プランと空港販売店の廃止についてコリョリンクの担当者は「短期滞在の外国人はあまりプリペイドSIMを購入しないことが主要な理由」と話している。2019年現在、空港において200ドルで販売されている。
観光で滞在する外国人が購入するには旅券の提示が必要。国際電話通話料（1分あたり）はフランス0.38ユーロ、ロシア0.68ユーロ、中国本土1.43ユーロである。
外国人用では、インターネットにも接続が可能である。隣の中国本土からそのままでは接続できないGoogle、YouTube、Twitterにもアクセス可能で現地からの情報発信も少なくない。LINE、WeChat、WhatsApp、Telegramなどのメッセンジャーアプリも使用可能。一方、どの段階で遮断されているかは不明だが、青瓦台や聯合ニュースなど南側（大韓民国政府支配地域）機関のサイトには接続できず、南半部住民の利用が多いカカオトークも使用できない。

## 端末

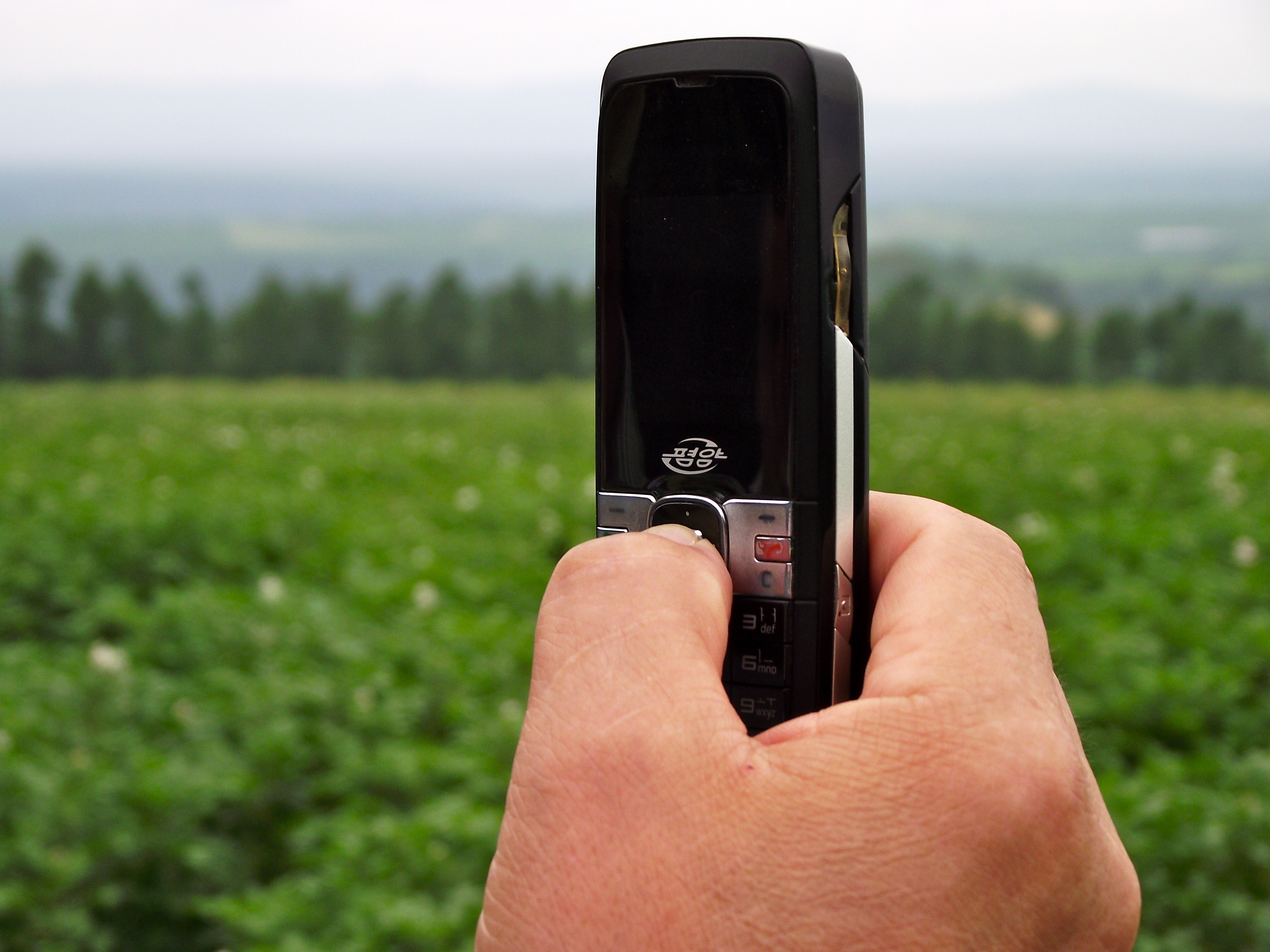
평양（平壌）ブランドの端末（三池淵郡、2011年）

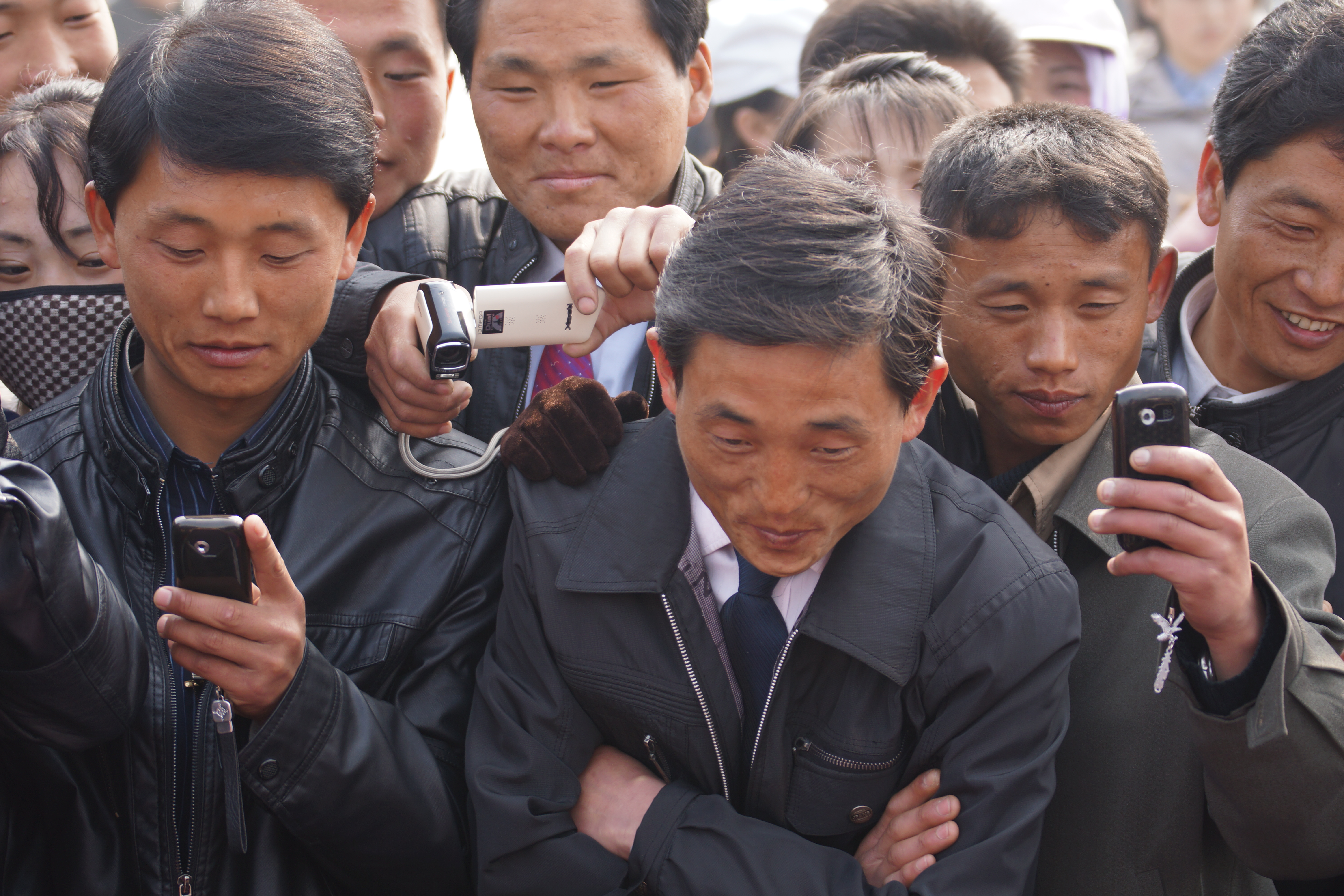
カメラとしての利用も多い（平壌、2012年）

販売している端末機種には中国メーカーのフィーチャーフォンが多い。ZTEが最も多く、次いでHUAWEI、TCL、Uniscope Communication、GO Liveなどの製品があり、HUAWEIはデータ通信専用端末「HUAWEI E303s」、Uniscope Communicationは最上位モデルとなるスマートフォン「アリランAS1201」も投入している。型番のみの機種が多いが、ブランド名があるものでは「アリラン」の他、「平壌」、「柳京」（류경）などがある。一部を除きモバイルでのインターネット接続が解禁されていない事情もあって同国に住む国民の間では、音声通話の他端末のカメラやゲーム、学習アプリがよく使われているという。また、無線LAN、GPSにも対応していない。
各端末は一旦KPTCに納入され、その後チェオテクノロジー社を通じて販売されるという。

### ZTE製
- ZTE E850
- ZTE F106
- ZTE F107
- ZTE F109
- ZTE F160
- ZTE F600
- ZTE F952
- ZTE F955
- ZTE N281
- ZTE T2
- ZTE T3
- ZTE T7
- ZTE T95
- ZTE T158
- ZTE T201
- ZTE V716
- ZTE V720
- ZTE V810
- ZTE V880 （スマートフォン）

### Huawei製
- HUAWEI E303s （データ通信専用端末）
- HUAWEI S660
- HUAWEI U121
- HUAWEI U3200
- HUAWEI U5900
- HUAWEI U7200

### Uniscope Communication製
- Uniscope AS1201 （スマートフォン）

### GO Live製
- GO Live 2

## 沿革

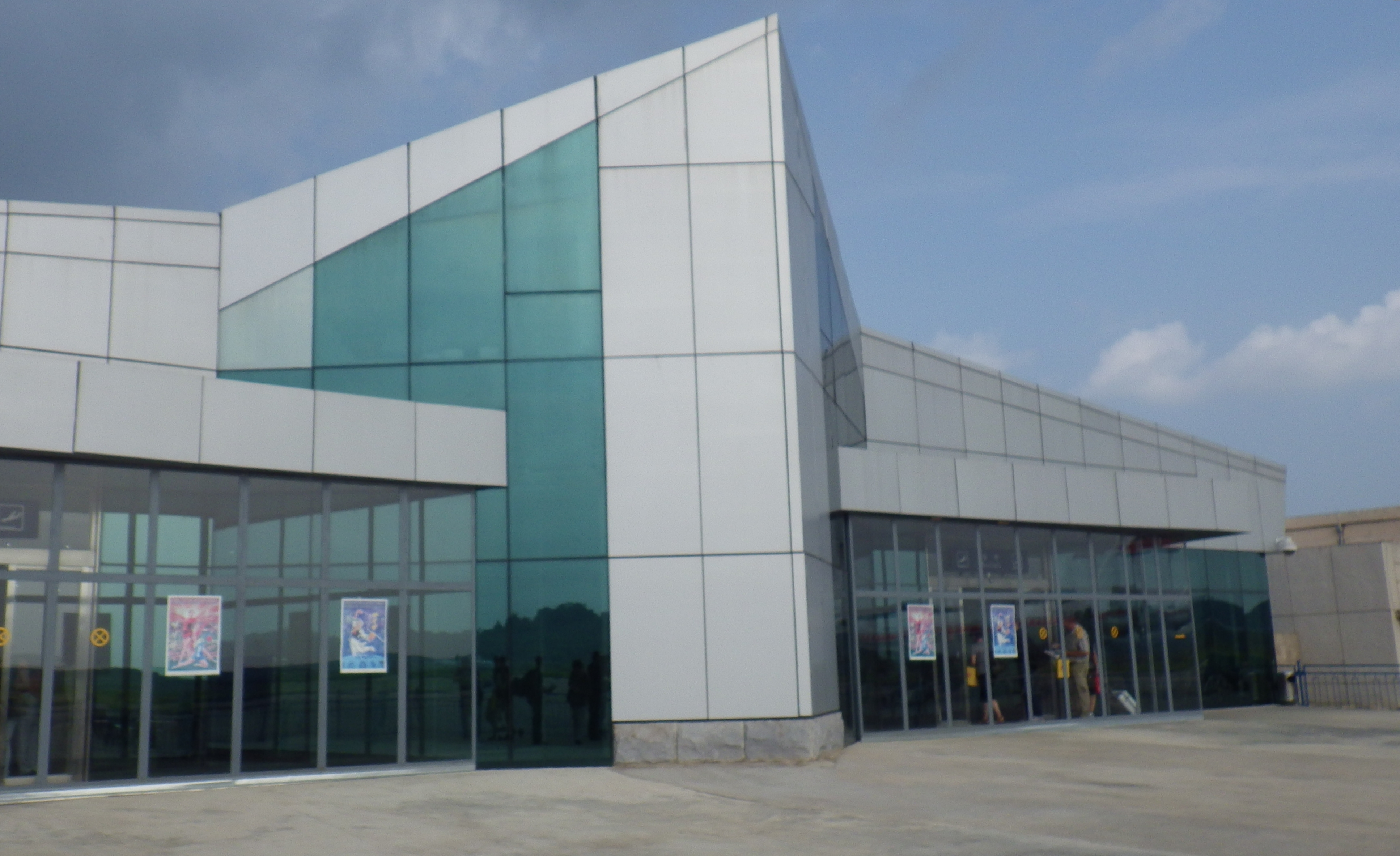
一時期は平壌国際空港旧ターミナルに販売店が置かれていた（2012年撮影）

- 2007年5月 - チェオテクノロジー合弁会社設立。オラスコム・テレコムとKPTCの合弁[1]。
- 2008年5月 - W-CDMA方式試験運用に成功[1]
  - 12月15日 - サービスを開始。利用者5,300人。チェオテクノロジー社には25年間の事業運用免許と4年間の事業独占権が付与された。後に事業独占権の3年間延長を獲得。[1]
- 2010年10月 - 利用者数432,000人と発表
- 2011年11月 - オラスコムからOTMTが継承し、OTMTとKPTCの合弁となる。[1]
- 2013年1月7日 - 平壌国際空港旅客ターミナルで訪問外国人向けにプリペイドSIMカードを発売（2015年6月30日まで。ただし、訪客が少ない時期は営業していない場合もあった）。携帯電話持ち込み解禁と同時。[1]
  - 2月16日 - 在住外国人向けインターネット接続サービスを開始。同日は金正日の誕生日（光明星節）。
  - 4月 - 利用者数が200万人近くに到達
  - 5月末 - 利用者数が200万人を突破[1]